# Georges Vercheval
Georges Vercheval, né à Charleroi (Belgique) le 8 novembre 1934, est un photographe belge, enseignant, historien de la photographie. 
Il est directeur honoraire et fondateur du musée de la photographie à Charleroi.

## Biographie
Georges Vercheval a étudié la photographie à l’EAM de Vevey, Vaud, Suisse, ainsi que le dessin et la peinture à l’Académie des Beaux-Arts de Charleroi. 
En 1957, il installe un atelier de photographie à Gilly (Charleroi) où il réalise portraits et reportages de commande. Son studio accueille des expositions d’amis artistes. Il pratique la peinture, mais la photographie créative devient son médium. 
En 1961, il crée le cours de photographie de l’École d'art de Maredsous. Il continue à enseigner la photographie et son histoire jusqu’en 1996, à l'Institut des arts de diffusion, Bruxelles, aux Académies des beaux-arts de Tournai et de Charleroi, et à l'ENSAV, La Cambre de Bruxelles. Il met la notoriété acquise au service de la reconnaissance de la photographie en tant qu’art. 
Parallèlement, il est photographe attaché au Musée royal de Mariemont depuis 1965. Il en démissionne en 1979 pour se consacrer à la création du musée de la photographie à Charleroi. Il crée, dans cette optique, avec des collègues enseignants, Pierre d'Harville, Franco Meraglia, Charles De Rouck et Robert Rousseau, directeur du palais des Beaux-Arts, l’Association Photographie ouverte (1978) qui organise des expositions et institue le prix national Photographie ouverte.
Le succès remporté par la première Triennale internationale de la photographie, présentée en 1980 au palais des Beaux-Arts de Charleroi, suscite le soutien de la Ville, ce qui lui permet d’ouvrir la galerie du musée de la Photographie, préfiguration du musée. De 1981 à 1987, soixante expositions y seront organisées. 
En 1983, le projet de musée est agréé et repris par la Communauté française de Belgique. Les collections se sont étoffées : dépôts de fonds d’institutions publiques, acquisitions, dons de photographes belges et étrangers rencontrés aux Rencontres de la photographie d'Arles, Barcelone (Primavera Fotografica), Braga (Encontros da Imagem), Houston (Houston FotoFest), etc.
Le musée de la photographie à Charleroi - Centre d’art contemporain de la Communauté française de Belgique, est inauguré le 27 avril 1987 à Mont-sur-Marchienne (Charleroi) dans un ancien couvent de Carmélites. À côté des expositions temporaires, le musée s’attache à montrer l’évolution de la photographie de ses origines à nos jours tant sur le plan créatif que documentaire, un aspect de la photographie qui donne lieu au département « Archives de Wallonie » dirigé par Jeanne Vercheval-Vervoort accompagnée des photographes Bernard Bay, Jean-Luc Deru, Véronique Vercheval et Giancarlo Romeo. Georges Vercheval est  secondé par une équipe de scientifiques, dont Catherine Mayeur, Marc Vausort, René Debanterlé qui contribueront à faire du musée un lieu de référence international. Le prix international de l’Association européenne pour l’histoire de la photographie qui lui est remis en 1994 à San Marino — après Helmut Gernsheim, Franck Van Deren Coke et Jean-Claude Lemagny — témoigne de la notoriété acquise. Outre les expositions monographiques et l’organisation des Triennales internationales de photographie, le musée présente des ensembles tels que Géographies humaines (1989) ; 150 ans de photographie, certitudes et interrogations (1989) ; Pour une Histoire de la Photographie en Belgique (1993) ; Pourquoi Bruxelles (1994); Dérision et raison (1997) ; 1968 – Magnum sur tous les fronts ! (1998) ; Afriques (1999) ; Des images pour convaincre, photographies de la Farm Security Administration (2000).
En 2000, à l’âge de 65 ans, il cède la direction du musée à Xavier Canonne, désigné à sa succession.

## Activités depuis 2000
De 2000 à 2009, Georges Vercheval préside l’association Culture & Démocratie . Dans ce cadre, il initie ou anime colloques, conférences, éditions et séminaires. Il est membre de la Commission consultative des arts plastiques de la Fédération Wallonie Bruxelles de 2002 à 2006. Il donne des conférences à l’Université de Ouagadougou au Burkina Faso, département Journalisme et Médias en 1998 et 2000. En 2008, il participe au séminaire organisé par l'Institut international de la Francophonie à Conakry sur le thème « photographie et journalisme ». Il s’attache notamment à défendre le photojournalisme, Il participe depuis 2000 aux rencontres de Visa pour l'image à Perpignan, s'implique aux Boutographies de Montpellier et aux Transphotographiques de Lille. Il y donne des conférences, participe à des lectures de portfolios, préside des jurys. Il assure des commissariats d’expositions (Vasco Ascolini : une incertaine folie, pour les Transphotographiques à Lille en 2003 ; Néon Nord, Prostitution & Quartier Nordpour l’Espace P en 2005 ; L’Histoire au Présent, photographies de Bruno Stevens, au Botanique, Bruxelles en 2008 ; Photographie et Daily-Bul, Daily-Bul & Co, La Louvière Éd. Yellow Now, en 2016 ; Territoire en paysage pour la Province de Namur en 2018). Il soutient les initiatives d’auteurs photographes par des introductions, préfaces et biographies. Il tient des chroniques sur l’histoire de la photographie pour View photography magazine, Bruxelles, 2001 à 2011  et doc ! photo magazine, Warszava, depuis 2016.

## Parcours artistique
Les photographies de Georges Vercheval se distinguent par un intérêt marqué pour la forme, le signe, le volume, la matière, la lumière, les sujets étant choisis dans son environnement proche. Il se tourne parfois vers des sujets documentaires, qui révèlent ses préoccupations sociales. Il s'intéresse ainsi aux terrils, à l'environnement dans les régions industrielles, aux fenêtres...

### Expositions personnelles
- 1963 et 1965 : Galerie Espace, Mont-des-Arts, Bruxelles
- 1969 : Mons, Fédération du Tourisme en Hainaut
- 1970 : Galerie l’Atelier, Tournai.
- 1971 : Galerie L’œil nu, Collegesberg, Leuven
- 1972 : Galerie de la Bibliothèque nationale de France, Paris
- 1973 : Maison de la Culture, Haine-Saint-Pierre.
- 1974 : Galerie Tendances contemporaines, La Louvière
- 1978 : Galerie Paule Pia, Anvers ; Galerie Néon, Bruxelles
- 1979 : Galerie Camomille, Bruxelles
- 1981 : Archiv TD, Zagreb, Yougoslavie
- 1982 : Maison de la Culture de Namur
- 1983 : Musée de Louvain-la-Neuve ; Galerie XYZ, Gent
- 1984 : Musée Nicéphore-Niépce, Chalon-sur-Saône
- 1992 : Musée de la photographie de Mougins
- 2012 : Rétrospective L’ordre des choses, photographies 1958 – 1988,  Musée de la photographie à Charleroi et  CultuurCentrum, Hasselt.

### Expositions collectives
- 1962 : Palais des Beaux-Arts, Bruxelles, dans le cadre du Prix Koopal - Synthèse des arts plastiques avec Félix Roulin & Gabriel Belgeonne
- 1965 : Galerie Espace, Mont-des-Arts, Bruxelles avec Jacques Meuris, Herman Lampaert, Arthur Haulot
- 1969 : Casino d’Ostende, avec le Groupe Photo-Graphie
- 1970 : Het Sterckshof, Provinciaal Museum, Deurne : De fotografie in belgië
- 1971 : Centre culturel, Péruwelz ; 1972 : Galerie du Crédit communal à Namur avec Gabriel Belgeonne et Antonio Lampecco
- 1975 : Mémoire d’un Pays Noir, Palais des Beaux-Arts, Charleroi, avec le CAPC de Bordeaux
- 1979 : Palais des Beaux-Arts de Charleroi avec Jacques Lennep, Pierre Hubert, Michel Mineur, Jacques Louis Nyst, Serge Vandercam…
- 1983 : Aspects de l’art belge actuel, Banque nationale de Belgique
- 1984 : Fotografia franco-belga, FIAT Turin, avec Pierre Cordier, Jean Dieuzaide, Hubert Grooteclaes
- 1990 : Galerie Détour,Jambes, avec Jacques Meuris, Dirk Braeckman, Marc Trivier, Michel Vanden Eeckhoudt
- 1991 : Maison des Artistes, Cagnes-sur-Mer, avec Jacques Meuris, André Villers, Chantal Villers, François Goalec, Frédéric Altmann, Nivese Oscari.
- 2004 : Nomades, Les Chiroux, Liège
- 2008 et 2010 : « Le Cube au Carré », Musée des Beaux-Arts de Verviers, Félix De Boeck Museum Drogenbos, Marche-en-Famenne, Gembloux, Bruxelles, etc...
- 2012 : Genk : « Manifesta 9 », The Deep of the Modern
- 2013-2014 : « Mais elle est où, la peinture », Faculteit Rechtsgeleerdheid KULeuven
- 2015-2016 : « Autour du noir », Musée des Beaux-Arts, Verviers

#### Publications
- 1971 : 23 Terrils : texte de Jeanne Ruchet.
- 1977 : L’Infidélité des images, avec Jean-Marc Navez et Daniel Lhost.
- 1977 : Terrils, ouvrage collectif. Ed. Vie ouvrière Bruxelles.
- 1978 : Fenêtres à vue, textes d’André Balthazar, éditions Daily-Bul.
- 1980 : Forains et voyageurs, exclus d’ici et d’ailleurs, Ed. Fondation Roi Baudouin.
- 1982 : La Mise en Lumière, texte d’André Lamblin.
- 2012 : Georges Vercheval, L’ordre des choses, textes de Xavier Canonne, Christine De Naeyer, Emmanuel d’Autreppe, Pool Andries. Éd. Musée de la Photographie (ISBN 978-2-87183-066-5).

#### Œuvres dans des collections
- Musée Nicéphore Niépce, Chalon-sur-Saône ; FotoMuseum Antwerpen (FoMu) ; Musée d'Art et d'Histoire, Fribourg ; Banque Nationale ; Crédit Communal ; Musée de Louvain-la-Neuve ; Musée de la photographie, Charleroi ; Province de Hainaut ; Daily-Bul, La Louvière ; Bibliothèque nationale de France.

## Récompenses et distinctions
- 1962 : colauréat Prix Koopal Synthèse des arts plastiques, avec Félix Roulin et Gabriel Belgeonne.
- 1994 : prix international de la Photographie, Association européenne pour l’histoire de la Photographie.
- 2001 : prix Achille-Béchet.
- 2012 : prix des Amis du Hainaut.
- 2012 : officier du Mérite wallon.